# يوهان لييسين
يوهان لييسين هو ممثل بلجيكي، ولد في 19 فبراير 1950 بهاسلت في بلجيكا. من الجوائز التي نالها جائزة العجل الذهبي عن فئة أفضل ممثل ‏ سنة 1998.

## أعمال

### أفلام
- (1993) أطفال سوينغ
- (1994) الملكة مارغو
- (2001) أخوة الذئاب[5]
- (2010) الأمريكي[6][7]
- (2013) شابة وجميلة[8]

## جوائز
- جائزة العجل الذهبي عن فئة أفضل ممثل [الإنجليزية]‏ (1998)

## وصلات خارجية
- يوهان لييسين على موقع IMDb (الإنجليزية)
- يوهان لييسين على موقع ألو سيني (الفرنسية)
- يوهان لييسين على موقع ميوزك برينز (الإنجليزية)
- يوهان لييسين على موقع أول موفي (الإنجليزية)
- يوهان لييسين على موقع قاعدة بيانات الأفلام السويدية (السويدية)
- يوهان لييسين على موقع أول ميوزيك (الإنجليزية)
- يوهان لييسين على موقع ديسكوغز (الإنجليزية)
- يوهان لييسين على موقع قاعدة بيانات الفيلم (الإنجليزية)
- يوهان لييسين على موقع كينوبويسك (الروسية)